# Garkalne kommun
Garkalne kommun (lettiska: Garkalnes Novads) var en kommun i Lettland. Den låg i den centrala delen av landet, 18 km öster om huvudstaden Riga. Antalet invånare var 6 722. Arean var 151 kvadratkilometer. Garkalnes novads gränsade till Riga, Carnikavas novads, Ādažu novads, Inčukalna novads, Ropažu novads och Stopiņu novads.
2021 slogs kommunen samman med Ropaži kommun.
Följande samhällen finns i Garkalnes novads:
- Garkalne